# Íñigo Vélez de Guevara el Mozo

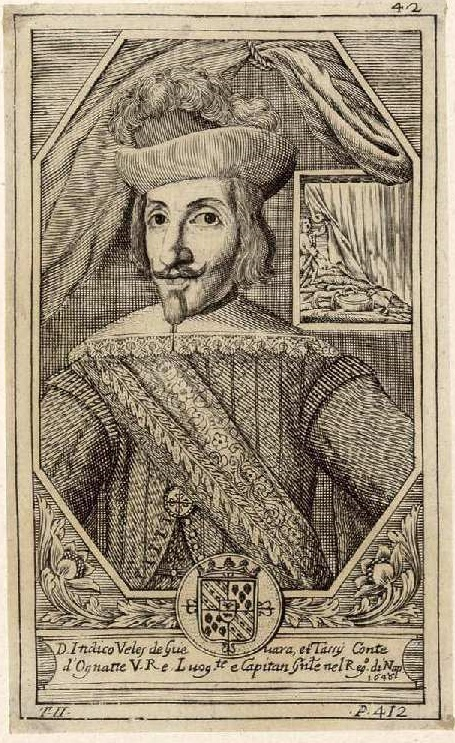
Íñigo Vélez de Guevara y Tassis. Grabado calcográfico anónimo recogido en Teatro eroico, e politico de'governi de'Vicere del Regno de Napoli, de Domenico Antonio Parrino, Nápoles, 1692-1694. Biblioteca Nacional de España.

Iñigo Vélez Ladrón de Guevara y Tassis (Madrid, 1597-Madrid, 1658), VIII conde de Oñate y III conde de Villamediana, título que hereda del primo de su padre, Juan de Tassis y Peralta, al morir este en 1622 en extrañas circunstancias. Fue un hombre de estado español, consejero de Felipe IV, Correo Mayor de España, embajador en Inglaterra y Roma y virrey de Nápoles.

## Familia
Fue el tercer hijo de Catalina de Guevara, V condesa de Oñate, y de Íñigo Vélez de Guevara y Tassis. Heredó los títulos de nobleza tras la muerte de sus dos hermanos mayores. 
Se casó en 1621 con Antonia Manrique de la Cerda, hija de los marqueses de Aguilar de Campoo, con quien tuvo dos hijas:
- Catalina, que le sucedió en sus títulos de nobleza; casada en primeras nupcias con su tío Beltrán Vélez de Guevara,[1] primer marqués de Monreale (Cerdeña, Italia) y, también, I marqués de Guevara (en permuta por el marquesado de Campo Real), I conde de Campo Real y I marqués de Campo Real (permutado por el marquesado de Guevara), ambos títulos otorgados por su labor ejemplar como virrey de Cerdeña. En segundas con Ramiro Núñez de Guzmán, duque de Medina de las Torres y virrey de Nápoles;
- Mariana, casada con Juan Domingo Ramírez de Arellano, conde de Aguilar de Inestrillas.

## Diplomático y virrey de Nápoles
| Fue uno de los grandes virreyes de Nápoles, pues hizo mucho en circunstancias bien penosas. |

Desempeñó diversas misiones diplomáticas en Inglaterra y Roma En 1648 fue designado para hacerse cargo del gobierno de Nápoles, en cuyas funciones debió afrontar la pacificación del virreinato tras la instauración de la fallida República Napolitana, y al ataque de las tropas francesas durante la guerra franco-española.
A su regreso a España fue nombrado consejero de Estado y premiado con el título de marqués de Guevara, al conseguir mantener Nápoles en manos españolas. En 1658 fue nombrado gobernador de Milán, puesto que no llegó a desempeñar pues murió ese mismo año.